# Collegio plurinominale Veneto 2 - 03 (2017)
Il collegio elettorale plurinominale Veneto 2 - 03 è stato un collegio elettorale plurinominale della Repubblica Italiana per l'elezione della Camera tra il 2017 ed il 2022.

## Territorio
Come previsto dalla legge elettorale italiana del 2017, il collegio era stato definito tramite decreto legislativo all'interno della circoscrizione Veneto 2.
Il collegio comprendeva la zona definita dai cinque collegi uninominali Veneto 2 - 01 (Rovigo), Veneto 2 - 08 (San Bonifacio), Veneto 2 - 09 (Verona), Veneto 2 - 10 (Legnago) e Veneto 2 - 11 (Villafranca di Verona).

## Dati elettorali

### XVIII legislatura
Come previsto dalla legge elettorale, 386 deputati erano eletti in 63 collegi plurinominali con ripartizione proporzionale a livello nazionale tra le coalizioni e le singole liste che avessero superato la soglia di sbarramento stabilita.
Nel collegio venivano eletti 14 deputati.
| Liste          | Liste                               | Proporzionale | Proporzionale | Proporzionale | Maggioritario | Maggioritario | Maggioritario |  |
| Liste          | Liste                               | Voti          | %             | Seggi         | Voti          | %             | Seggi         |  |
| -------------- | ----------------------------------- | ------------- | ------------- | ------------- | ------------- | ------------- | ------------- |  |
|                | Lega                                | 208 072       | 31,19         | 3             | 326 349       | 48,91         | 5             |  |
|                | Forza Italia                        | 75 164        | 11,27         | 1             | 326 349       | 48,91         | 5             |  |
|                | Fratelli d'Italia                   | 30 795        | 4,62          | 1             | 326 349       | 48,91         | 5             |  |
|                | Noi con l'Italia – UDC              | 12 318        | 1,85          | –             | 326 349       | 48,91         | 5             |  |
|                | Movimento 5 Stelle                  | 158 588       | 23,77         | 2             | 158 588       | 23,77         | –             |  |
|                | Partito Democratico                 | 106 161       | 15,91         | 2             | 128 260       | 19,22         | –             |  |
|                | +Europa                             | 16 213        | 2,43          | –             | 128 260       | 19,22         | –             |  |
|                | Civica Popolare                     | 3 074         | 0,46          | –             | 128 260       | 19,22         | –             |  |
|                | Italia Europa Insieme               | 2 812         | 0,42          | –             | 128 260       | 19,22         | –             |  |
|                | Liberi e Uguali                     | 16 488        | 2,47          | –             | 16 488        | 2,47          | –             |  |
|                | Il Popolo della Famiglia            | 10 794        | 1,62          | –             | 10 794        | 1,62          | –             |  |
|                | CasaPound                           | 10 034        | 1,50          | –             | 10 034        | 1,50          | –             |  |
|                | Italia agli Italiani (FN - MSFT)    | 6 100         | 0,91          | –             | 6 100         | 0,91          | –             |  |
|                | Potere al Popolo!                   | 4 207         | 0,63          | –             | 4 207         | 0,63          | –             |  |
|                | 10 Volte Meglio                     | 2 914         | 0,44          | –             | 2 914         | 0,44          | –             |  |
|                | Grande Nord                         | 2 811         | 0,42          | –             | 2 811         | 0,42          | –             |  |
|                | Partito Repubblicano Italiano – ALA | 643           | 0,10          | –             | 643           | 0,10          | –             |  |
| Totale         | Totale                              | 667 188       | 100           | 9             | 667 188       | 100           | 5             |  |
|                |                                     |               |               |               |               |               |               |  |
| Schede bianche | Schede bianche                      | 6 308         | 0,92          |               |               |               |               |  |
| Schede nulle   | Schede nulle                        | 10 384        | 1,52          |               |               |               |               |  |
| Votanti        | Votanti                             | 683 880       | 77,68         |               |               |               |               |  |
| Elettori       | Elettori                            | 880 335       |               |               |               |               |               |  |

## Eletti

### Eletti nei collegi uninominali
Eletti nella coalizione di centro-destra (Lega-FI-FdI-NcI)
| Collegio uninominale      | Eletto | Eletto                 | Partito |
| ------------------------- | ------ | ---------------------- | ------- |
| 1. Rovigo                 |        | Antonietta Giacometti  | Lega    |
| 8. San Bonifacio          |        | Paolo Paternoster      | Lega    |
| 9. Verona                 |        | Vito Comencini         | Lega    |
| 10. Legnago               |        | Piergiorgio Cortelazzo | FI      |
| 11. Villafranca di Verona |        | Davide Bendinelli      | FI      |

1. ↑  In data 20.12.2020 aderisce a Italia Viva

### Eletti nella quota proporzionale
| Lega                                        | Movimento 5 Stelle                    | Partito Democratico                | Forza Italia | Fratelli d'Italia |
| ------------------------------------------- | ------------------------------------- | ---------------------------------- | ------------ | ----------------- |
|                                             |                                       |                                    |              |                   |
| Lorenzo Fontana Vania Valbusa Roberto Turri | Francesca Businarolo Mattia Fantinati | Gian Pietro Dal Moro Diego Zardini | Marco Marin  | Ciro Maschio      |

1. ↑  In data 21.06.2022 aderisce al gruppo Insieme per il Futuro.
2. ↑  In data 27.05.2021 aderisce al gruppo Coraggio Italia; in data 23.06.2022 al gruppo misto, non iscritti; in data 28.06.2022 aderisce alla componente «Vinciamo Italia-Italia al Centro con Toti».